# Vosne-Romanée
Vosne-Romanée è un comune francese di 429 abitanti situato nel dipartimento della Côte-d'Or nella regione della Borgogna-Franca Contea.
Nel comune ha i propri vigneti una delle aziende vitivinicole più antiche del panorama enoico internazionale (i possedimenti sono circa di 25 ettari, e più o meno gli stessi dal 1232), anche considerata come la cantina produttrice dei vini più costosi al mondo (nel 2005 un Pinot Noir del 1947 è stato venduto all'asta per 58.000 franchi), tutti a base di Pinot nero.

## Società

### Evoluzione demografica
Abitanti censiti